# 黄禄
黄禄（？—？），字公禄，號杏軒，江苏无锡人，明代名医，年九十岁卒。碧山吟社创建者之一。

## 评价
清朝刑部尚书王士禛在《清談錄》中这样评价黄禄：“明無錫黄公禄，善方脈而能詩。”